# Pinilla Ambroz
Pinilla Ambroz es una localidad del municipio de Santa María la Real de Nieva en la provincia de Segovia en el territorio de la Campiña Segoviana, en la Comunidad Autónoma de Castilla y León, España. Está a una distancia de 29 km de Segovia, la capital provincial. Su código postal es el 40122.
La enseña es la “Peña Pinilla”, con 992 m de altitud, es un otero privilegiado desde el que se contemplan una gran parte de la provincia de Segovia, incluyendo la sierra de Guadarrama, y parte de Somosierra al este y Gredos al oeste.

## Historia
Hacia 1204 se conocía como Peniela Dambroz si bien en los datos censales del INE entre 1842 y 1860 el municipio se denominaba Pinilla Ambroy. 
Pinilla Ambroz, es un nombre compuesto que según Pedro Luis Siguero se forma por unión de un diminutivo de peña (“Peniela” o “Pinilla”) con una evolución de Ambroz (“Ambrosio)”, significaría, pues, “la peñilla o peñita de Ambrosio”. 
Como todos los pueblos que componen el municipio de Santa María la Real de Nieva, menos esta, fueron repoblados en el siglo XI, durante el reinado de Alfonso VI de Castilla. Así tenemos plenamente constatada su existencia desde mediados del siglo XII y quizás apareciera o reapareciera durante el siglo XI con las repoblaciones. 
Perteneciente a la Comunidad de ciudad y tierra de Segovia, dentro del Sexmo de Santa Eulalia o Santa Olaya dentro de la Cuadrilla de Nieva. El sexmo de la Santa Eulalia estaba encabezado por la localidad de Bernardos y estaba dividido en tres cuadrillas de Nieva (Nieva, Balisa, Aragoneses, Tabladillo, Pinilla-Ambroz y Pascuales), de Pestaño (Ortigosa de Pestaño, Migueláñez, Bernardos, Miguel Ibáñez, Armuña,Pinillos de Polendos) y del Río (Añe, Yanguas de Eresma,Carbonero de Ahusín, Los Huertos, Hontanares de Eresma, Lobones (pueblo desaparecido, ahora es término de Hontanares) y Carrascal del Río). Las cuadrillas tenían un papel fiscal y administrativo de estas circunscripciones territoriales. Sus reuniones solían celebrarse en alguna iglesia o casa concejil de cada sexmo, un lugar fijo, normalmente en el centro geográfico del sexmo, probablemente para que los representantes pudieran tener tiempo de llegar a las reuniones. Por ejemplo, Santa Olalla lo hacía en la iglesia parroquial de San Juan situada en Pinilla Ambroz.Las escrituras de poder de los vecinos que acudían en nombre de todos los lugares que conformaban el sexmo, otorgaban a los representantes elegidos, los sexmeros, las facultades para representar al sexmo en todos los pleitos civiles y criminales, realizar cobranzas, las derramas que fueran necesarias con el resto de sexmeros, dar cartas de pago, etc., aunque el papel principal de estos cargos, elegidos entre los vecinos pecheros, fue el de repartidor de las cargas tributarias, así como la distribución, tanto individual como colectiva, de los aprovechamientos comunes concejiles. Dicha elección se realizaba normalmente antes de la junta ordinaria de la Trinidad, permaneciendo en el cargo por dos
años. La mayor parte de la documentación parece indicar, como se ha citado, que había establecido un turno entre las cuadrillas de los sexmos, en el caso de tenerlas.
Hasta 1969, cuándo se agregó al municipio de Santa María la Real de Nieva, estaba constituido como municipio independiente junto con las localidades de Aragoneses, Balisa, Hoyuelos, Laguna Rodrigo, Miguel Ibáñez, Tabladillo y Villoslada.
Forma parte del Camino de Santiago desde Madrid y actualmente se encuentra perfectamente señalizado mediante flechas amarillas típicas en sus cruces, y monolitos graníticos. Este camino parte de Madrid, atravesando la sierra de Guadarrama por el puerto de la Fuenfría y una vez en Segovia se encamina hacia Sahagún, pasando por el municipio de Santa María la Real de Nieva.

## Diccionario de Pascual Madoz
De acuerdo a dicho diccionario se recopila la siguiente información de carácter histórico:

Localidad con ayuntamiento de la misma población y diócesis en la provincia de Segovia (4 leguas del partido judicial de Santa María la Real de Nieva (3/4), En Castilla la Nueva.
Situación: en la parte Sur de una pequeña cuesta, le combaten los vientos Este, Sur y 0este, y su clima es propenso por lo común a intermitentes. 
Tiene 38 casas de inferior construcción, la del ayuntamiento y cárcel, escuela de instrucción primaria, común á ambos sexos, á la que concurren 20 niños y 12 niñas, dotada con 20 fanegas de trigo, y una iglesia parroquial (San Juan Bautista), con curato de primer ascenso y provisión ordinaria. 
Tiene un anejo en Pascuales. El cementerio está en paraje que no ofende la salud pública, y los vecinos se surten de las aguas de 6 fuentes que hay en las afueras de la población 
Confina el término: al Norte Miguel Ibáñez, Este Añe y la Armuña, Sur Tabladillo, y Oeste Pascuales. 
Se extiende a 1/4 leguas poco más o menos en todas direcciones, y comprende un pinar que produce algunas maderas de poquísima consideración, un pequeño soto labrantío con varios fresnos, un prado de regulares pastos, algún viñedo, 1150 obradas de tierra cultivada. 
Le atraviesa de Sur á Noreste el río Moros, sobre el cual se encuentra un puente de barda, que facilita el paso para Añe y Segovia. 
El terreno es de mediana calidad. 
Caminos: los que se dirigen a los pueblos limítrofes, en mal estado. El correo se recibe en la cabecera del partido, por los mismos interesados. 
Producción: Trigo, cebada, centeno, algarrobas, garbanzos y vino. Mantiene ganado lanar, vacuno y asnal; cría caza de conejos, liebres, perdices y otras aves, y alguna pesca menor.
Industria: la agrícola. PORCINO: 37, Vacuno: 448 animales. 
Capital: Impuestos: 62 309 reales. Contribución: Según el cálculo general y oficial de la provincia, 20,7 por 400. El presupuesto municipal asciende á 2000 reales, que se cubren con el productos de propios y arbitrios.

## Geografía humana

### Demografía
| Gráfica de evolución demográfica de Pinilla Ambroz entre 1842 y 1960 |
| |
| Población de derecho según los censos de población del INE Población de hecho según los censos de población del INEEn estos censos se denominaba Pinilla Ambroy: 1842, 1857 y 1860 Entre el censo de 1970 y el anterior, este municipio desaparece porque se integra en el municipio 40185 (Santa María la Real de Nieva) |

| 54            | 43 | 40 | 40 | 38 | 38 | 33 | 28 | 31 | 31 | 28 | 24 | 16 |
| (Fuente: INE) |    |    |    |    |    |    |    |    |    |    |    |    |

| 147           | 200 | 194 | 204 | 218 | 176 | 178 | 185 | 188 | 201 | 186 | 187 | 188 |
| (Fuente: INE) |     |     |     |     |     |     |     |     |     |     |     |     |

### Economía
Agricultura, cereales de secano como cebada, trigo y centeno de acuerdo a su importancia, y algo de girasol; Ganadería, con explotaciones de ovino extensivo para uso cárnico. Hostelería: casa rural "Camino del Prado". Caza con su club deportivo, que es una herramienta de control de poblaciones naturales como la del conejo, que han causado problemas en épocas recientes.

## Fiestas
- San Sebastián            20 de enero.
- San Juan Bautista 	   24 de junio.
- San Ramón Nonato 	       31 de agosto. Con procesión de la Imagen y refresco, para todo el pueblo, antes de la comida.

## Arte
El principal edificio del pueblo es la parroquia de San Juan Bautista, una iglesia situada en un altozano, de planta basilical de arquitectura moderna, como el resto de la zona. Su interés artístico se encuentra en su interior, donde se pueden admirar cuatro hermosas pinturas en tabla de época renacentista (siglo XVI) procedentes de un antiguo retablo que representan la vida de San Juan Bautista y un quinto que representa a Jesús en la Oración en el Huerto de los Olivos con los discípulos dormidos. El actual retablo, del siglo XVIII, aparece presidido por la imagen de San Juan Bautista.
De gran belleza son también las obras de orfebrería: un cáliz de plata sobredorada de finales del XV, con pie con elementos florales y el tetramorfos; y la cruz procesional en plata del siglo XVI. La iglesia parroquial de San Juan Bautista de Pinilla Ambroz cuenta con diez obras de plata, hechas la mayoría en Segovia. Aunque fueron realizadas desde finales del siglo XV hasta 1814, predominan las labradas en este año por Isidro Berrocal Martín, ya que el templo sufrió las consecuencias de la Guerra de la Independencia, teniendo que reponer casi todo su ajuar para el culto. (Autor Francisco Javier Montalvo Martín, Universidad de Alcalá, departamento de Historia y Filosofía, unidad docente Historia II, área de Historia del Arte: https://ebuah.uah.es/dspace/bitstream/handle/10017/30782/Colecci%c3%b3n_plater%c3%ada_ES_2016.pdf?sequence=3&isAllowed=y)

## Turismo
Iglesia de San Juan Bautista: iglesia levantada en un altozano. Tiene planta basilical y las reformas posteriores han alterado su origen medieval. Se accede por un arco con pórtico techado de madera y apoyado sobre columnas de granito y con una lápida de granito. En su interior podemos contemplar unas tablas de un retablo anterior con escenas de San Juan Bautista del s. XVI. En el retablo actual del s. XVIII aparece la talla del santo titular y pinturas en los laterales. También hay piezas de orfebrería como un cáliz del s. XV y cruz procesional del s. XVI. Destaca también el retablo de la Virgen en el lado de la Epístola, con la talla que procesiona en Semana Santa. En el ático del retablo una hermosa tabla de Jesús orando en el monte de los Olivos del siglo XVI.
La Peña de Pinilla: mirador natural de 1003 m de altitud es el punto más alto de la zona y desde él se puede gran parte de la provincia y parte del sistema central, especialmente Guadarrama. 
Ruta Camino de Santiago: El Camino de Madrid atraviesa el casco urbano de la localidad. Proviene de la localidad vecina de Añe, distante 6 km, y a 5 km de Santa María La Real de Nieva.
Vía Verde del Eresma: Pasa a 3 kilómetros del pueblo.

## Fauna
En cuanto a la fauna en la zona del monte con jabalíes, zorros, conejos, liebres, ardillas y en algún momento algún corzo; las aves que predominan son las rapaces, cuervos, urracas, búho chico, azor y mochuelos, también, palomas, avutardas (muy rara vez), codornices, perdices, jilgueros y gorriones o abejarucos ya en las inmediaciones del río; entre los reptiles los lagartos, lagartijas y culebras; entre los anfibios, ranas, sapos y salamandras. En los sotos y riberas, el pato común o la garza real.

## Flora
Como consecuencia de la morfología, geología, climatología e hidrografía, en su entorno natural aparece en cuanto a vegetación y cultivos, el cereal; en la tierra parda que se encuentra en las proximidades del río Eresma, jaras, retamas y matorrales; en las riberas de los ríos y arroyos, sauces, chopos, olmos y juncos; en las proximidades del río Moros amplios pinares (Pino resinero en su mayoría, pinus pinnaster), de los que se extraen piñones, resina , madera y setas (Principalmente Niscalo, lactarius deliciosus) y alguna encina testimonio de los antiguos bosques de encinas de la zona.